# Claes Gerritszoon Compaen
Claes Gerritszoon Compaen znany również jako Klaas Compaan (ur. 1587, zm. 25 lutego 1660) – holenderski pirat, pochodzący z Zaandam.
Jako korsarz przechwytywał statki u wybrzeży Europy oraz w basenie Morza Śródziemnego oraz w Afryce Zachodniej.
Wyruszając w morze wyrzucił za burtę Biblię, różaniec i dziennik okrętowy, aby działać swobodnie, bez wyrzutów sumienia.